# Richard Rosson
Richard Rosson (4 de abril de 1893 – 31 de mayo de 1953) fue un actor y director cinematográfico de nacionalidad estadounidense, activo principalmente en la época del cine mudo. Como actor, fue conocido por participar en cerca de un centenar de producciones mudas, y en su faceta de director, por su colaboración en la realización del film de 1932 Scarface.

## Biografía

### Carrera
Su nombre completo era Richard Marquez Rosson, y nació en la ciudad de Nueva York. En 1926 dirigió la comedia Fine Manners, que inicialmente iba a dirigir Lewis Milestone para Famous Players-Lasky/Paramount Pictures. Tras una discusión con la actriz Gloria Swanson, Milestone dejó el estudio, por lo que Rosson completó la película, aprovechando la experiencia que había conseguido mientras trabajaba como ayudante de dirección de Allan Dwan. El éxito de la película, la primera dirigida por Rosson tras haber colaborado en la realización de Her Father's Keeper (1917) con su hermano, Arthur Rosson, le valió ser contratado por Famous Players-Lasky.

### Vida personal
Rosson era el hermano menor del director Arthur Rosson. Más jóvenes que él eran su hermana Helene, que fue actriz cinematográfica, y su hermano Harold, un conocido director de fotografía que obtuvo el primer Óscar a la mejor fotografía. 
El 1 de mayo de 1939 fue arrestado en Viena, Austria, junto a su mujer y dos británicos, por la Gestapo, que le acusaron de espionaje por filmar material militar. Fueron liberados tras 34 días confinados en soledad.
Richard Rosson se suicidó en 1953 en su casa en Pacific Palisades, California, mediante intoxicación por monóxido de carbono. Tenía 60 años. Se había casado con la actriz y modelo Vera Sisson en 1916. Fue enterrado en el Hollywood Forever Cemetery. Su viuda Vera se suicidó un año después con una sobredosis de barbitúricos.

## Filmografía (selección)

### Actor
- 1911 : Selecting His Heiress, de William Humphrey
- 1911 : The Husking Bee
- 1912 : Diamond Cut Diamond
- 1912 : She Cried, de Albert W. Hale
- 1912 : Bettina's Substitute; or, There's No Fool Like an Old Fool
- 1912 : The Model for St. John, de James Young
- 1912 : O'Hara, Squatter and Philosopher, de Van Dyke Brooke
- 1912 : Sue Simpkins' Ambition, de Ralph Ince
- 1913 : How Fatty Made Good, de Ralph Ince
- 1913 : A Heart of the Forest, de Ralph Ince
- 1913 : Criminals, de Allan Dwan
- 1913 : The Passerby, de James Neill
- 1914 : The Lie, de Allan Dwan
- 1914 : Richelieu, de Allan Dwan
- 1915 : My Best Girl
- 1918 : High Stakes, de Arthur Hoyt
- 1921 : Her Face Value, de Thomas N. Heffron
- 1922 : Always the Woman, de Arthur Rosson

### Director
- 1917 : Her Father's Keeper
- 1926 : Fine Manners
- 1927 : Blonde or Brunette
- 1927 : Ritzy
- 1927 : Rolled Stockings
- 1927 : Shootin' Irons
- 1927 : The Wizard
- 1928 : Dead Man's Curve
- 1928 : The Escape
- 1928 : Road House
- 1929 : The Very Idea, codirigida con Frank Craven
- 1932 : Scarface
- 1933 : Today We Live
- 1935 : West Point of the Air
- 1936 : Rivales
- 1937 : Behind the Headlines
- 1937 : Hideaway
- 1941 : The Get-Away
- 1942 : Apache Trail
- 1943 : Corvette K-225